# Boehmeria conica
Boehmeria conica är en nässelväxtart som beskrevs av C.J.Chen, Wilmot-dear och Friis. Boehmeria conica ingår i släktet Boehmeria och familjen nässelväxter. Inga underarter finns listade i Catalogue of Life.